# Altes Rathaus (Minden)

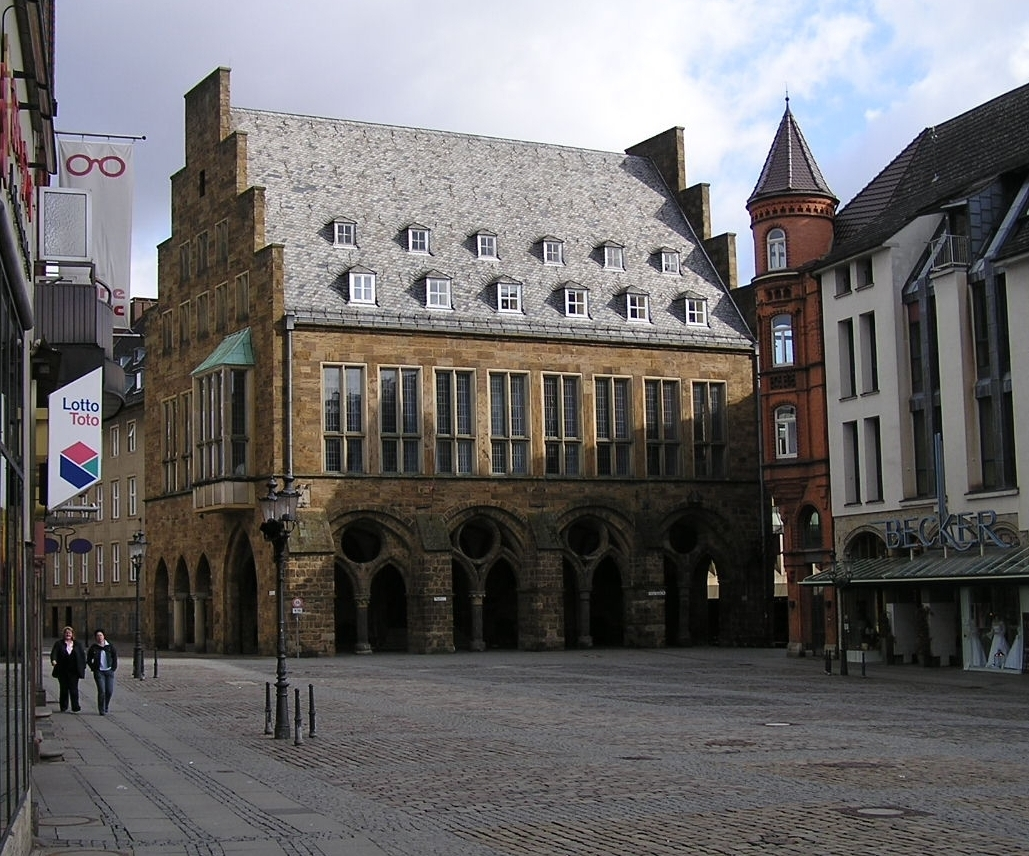
Das Alte Rathaus in Minden

Das Alte Rathaus in der ostwestfälischen Stadt Minden ist seit 1260 Sitz des Rats der Bürger, später des Magistrats und der Stadtverwaltung. Sein Laubengang stammt aus dem 13. Jahrhundert und hat die Kriegszerstörungen des Zweiten Weltkriegs überstanden. Das Rathaus steht auf der Unterterrasse der Stadt am Marktplatz knapp außerhalb der alten Domfreiheit. Das Gebäude ist in die Denkmalliste der Stadt Minden eingetragen. Im Dezember 2010 fand eine Feier im Rathaus zu dessen vermuteter 750-jähriger Grundsteinlegung statt.

## Geschichte

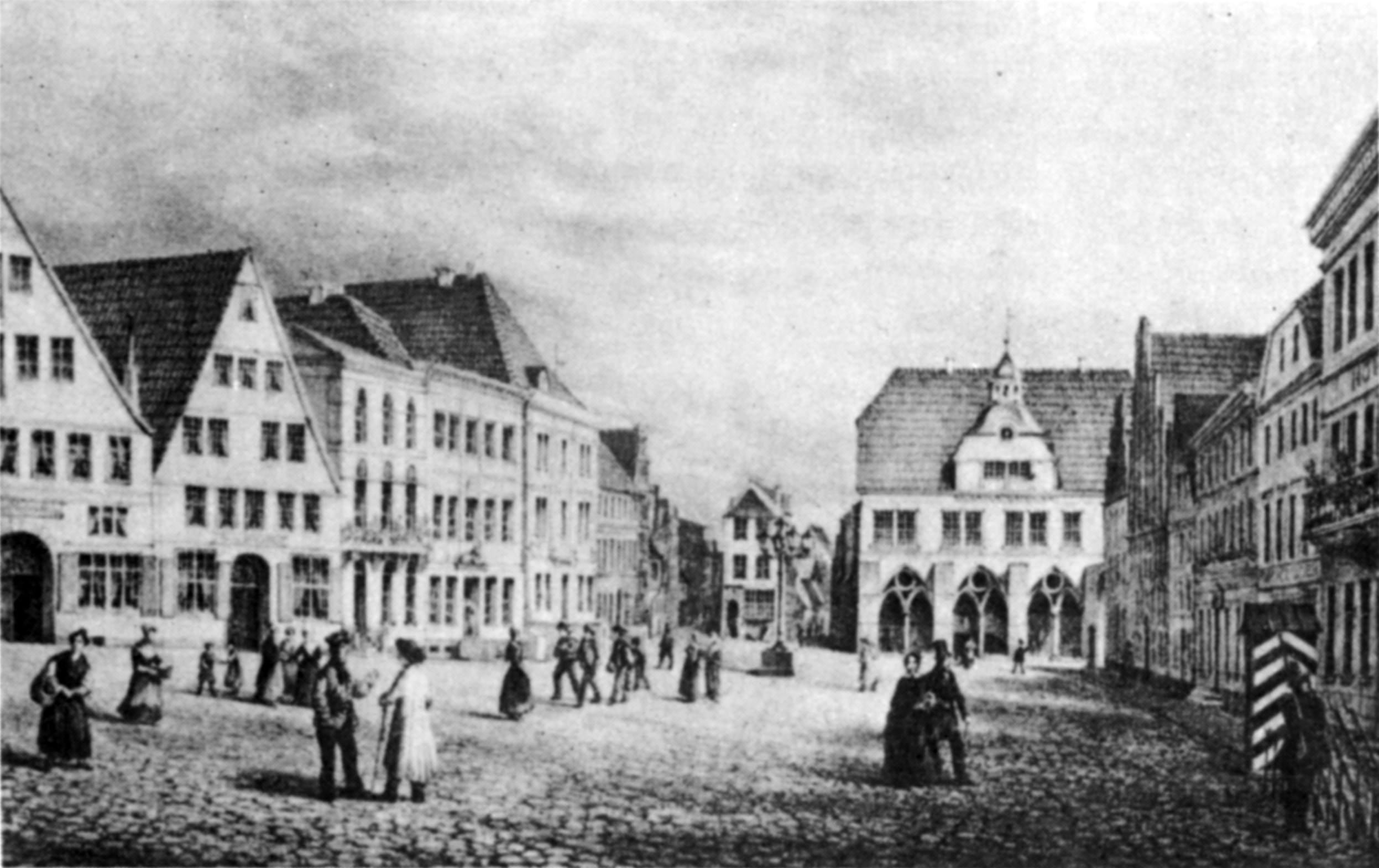
Marktplatz zu Minden mit dem Rathaus, um 1840

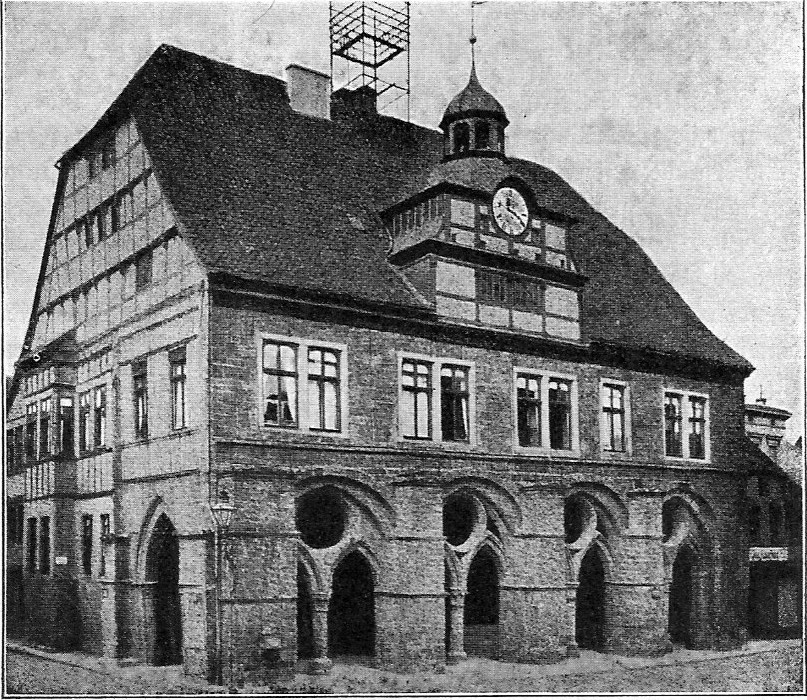
Rathaus in Minden vor 1911

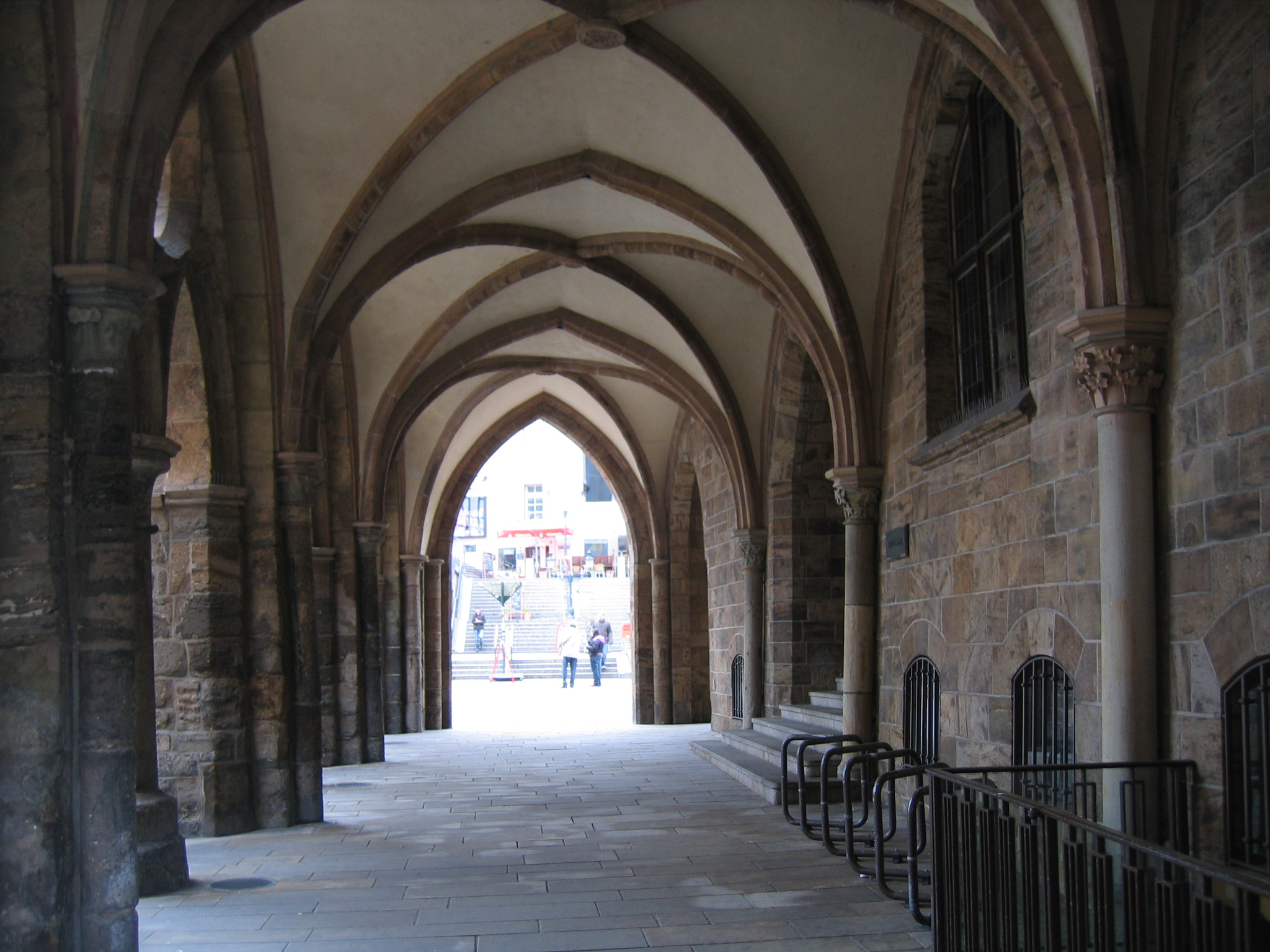
Blick in die Arkaden des Laubengangs

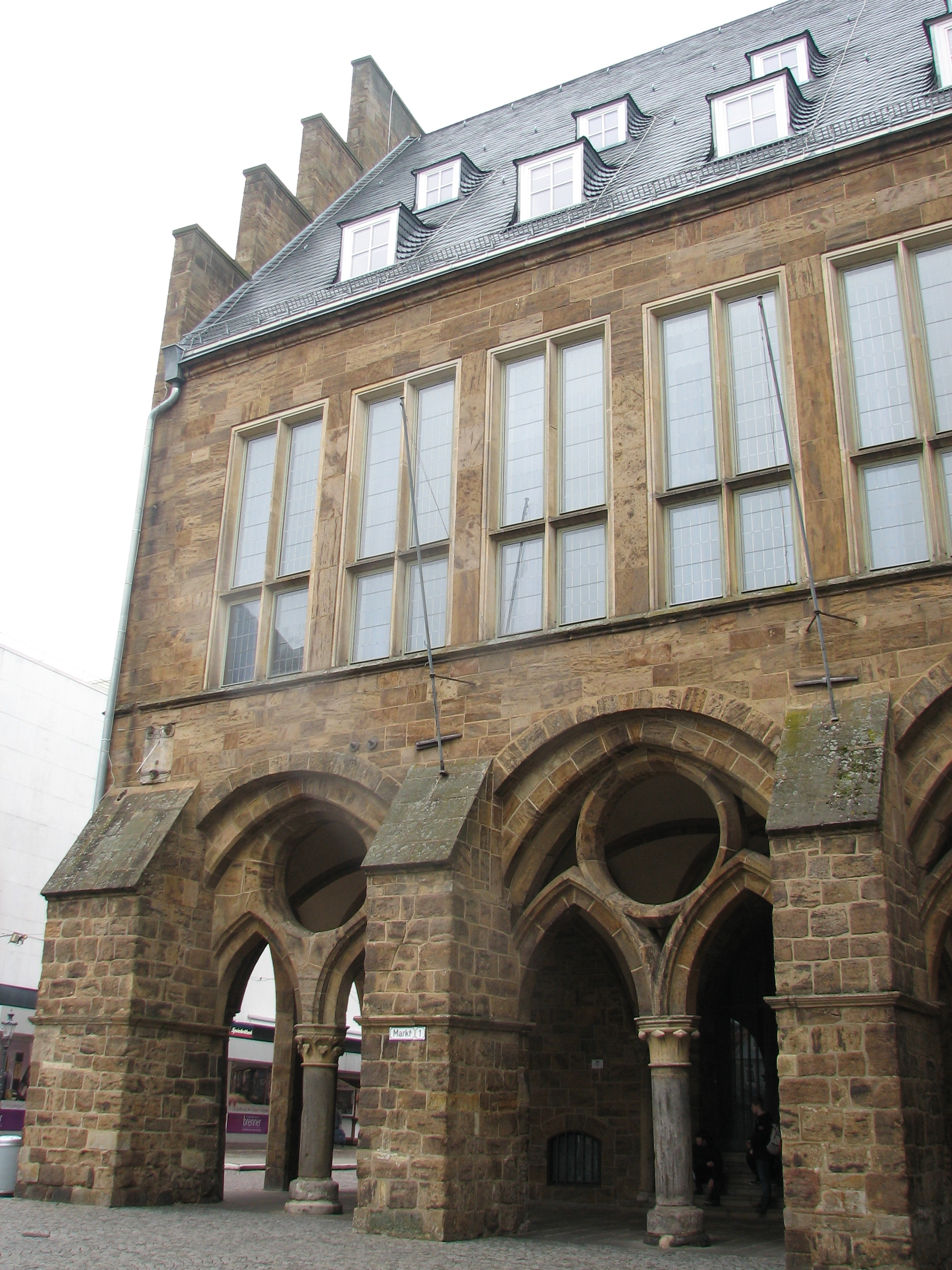
Blick auf den Laubengang von außen

Der Rat der Stadt Minden hatte sich 1260 soweit etabliert, dass er ein eigenes repräsentatives Gebäude verlangte. Er ließ daher an der Nordseite des Marktes in unmittelbarer Nachbarschaft zur Domfreiheit das als „Neue Werk“ bezeichnete Rathaus errichten. Das Bauwerke unterstrich mit seinem Laubengang und dem Steinbau die Macht des Rates gegenüber dem Bischof von Minden. Der an dieser Stelle schon stehende, nichtrepräsentative und schmucklose Vorgängerbau, das „Alte Werk“, wurde im Neubau miteingeschlossen.
Das genaue Datum der Grundsteinlegung lässt sich aus den Quellen nicht ermitteln, aber in einer Urkunde des Bischofs wird von einem Querhaus gesprochen, damit könnte das Rathaus gemeint sein. So geht man von einer Grundsteinlegung in den Jahren zwischen 1256 und 1264 aus.
Das Rathaus ist das älteste erhaltene Beispiel einer monumentalen, gotischen Rathausarchitektur in Westfalen. Der Laubengang im Erdgeschoss an der Straßenseite besteht aus einem vierjochigen, rippengewölbten Laubengang. Die Öffnungen der Laube zum Marktplatz hin sind durch Mittelsäulen unterteilt, über denen sich je zwei Spitzbögen und ein großer Maßwerkkreis erheben. Die Ausgänge des Laubenganges sind durch spitzbogige Öffnungen gestaltet. Die Gewölbeform, die Kapitellplastik und die Arkadengestaltung zeigen Einflüsse der Kreuzgangarchitektur und des gleichzeitigen Langhausneubaus des Mindener Domes.
Von 1659 bis 1662 erfolgte ein großer Umbau: Der Rathaushof wurde überbaut und im ersten Stock ein großer repräsentativer Rathaussaal eingerichtet, der im Stil der Renaissance erbaut wurde. Dieser Umbau wurde zu Beginn des 18. Jahrhunderts durch den Einbau eines Uhrenturmes ergänzt.
Im Zweiten Weltkrieg wurde das Rathaus bis auf den Laubengang zerstört. Nach dem Krieg kam es zu einer Diskussion, in welcher Form das Rathaus wieder aufgebaut werden sollt. Schließlich einigte man sich auf den Architekten Werner March, der eine neue, ruhig gegliederte Fassade errichtete, unter Einbeziehung des frühgotischen Laubengangs. Die dafür benötigten Steine kamen unter anderem aus dem 1952 abgebrochenen Bismarckturm auf dem Jakobsberg. 1978 wurde der neben dem Alten Rathaus gelegene Neubau des Neuen Rathauses einem Verwaltungsbau des Architekten Harald Deilmann errichtet und mit dem Alten Rathaus verbunden.
1980 wurde an der Ostseite des Rathauses zum Kleinen Domhof hin eine Bronzeuhr des Künstlers Hans Möhlmann angebracht.
Die Sanierung des alten Rathauses sind mit den ersten beiden Bauabschnitten 2023 fertig gestellt worden und Ende des Jahres 2024 vorläufig abgeschlossen worden. Die weiteren Bauabschnitte sollen später folgen. Damit ist der große Ratssaal, die Räume für die Fraktionen im 4. Obergeschoss sowie das Standesamt in sanierten Räumen wieder eröffnet worden.< Das alte Rathaus wird neben dem neuen Rathaus, auch Deilmann-Bau nach einem Lichtkonzept von außen beleuchtet.

## 750 Jahre Rathaus der Stadt Minden
Der Briefmarkensammler-Verein Minden e. V. hat einen Sonderstempel zum Jubiläum „750 Jahre Rathaus der Stadt Minden“ herausgegeben.